# Schletterbach
Der Schletterbach (Ruisseau le Schletterbach) ist ein etwa 1,4 km langer rechter Zufluss des Soultzbaches im Elsass.

## Geographie

### Verlauf
Der Schletterbach entspringt im Bergwald nördlich von Frœschwiller in den Nordvogesen. Er fließt zunächst in nordöstlicher Richtung und wird zu einer Reihe von Weihern gestaut. Er wendet sich dann nach Osten und wird auf seiner rechten Seite von dem kleinen Hundsbach gespeist. Der Schletterbach fließt danach wieder nordostwärts und mündet schließlich südlich von Langensoultzbach auf einer Höhe von ungefähr 183 m von rechts in den Soultzbach.

### Zuflüsse
- Hundsbach  (rechts)